# Stazione di Lugano LT
La stazione di Lugano LT fu la stazione ferroviaria capolinea della soppressa linea per Tesserete.

## Storia
La stazione seguì le vicissitudini della linea ferroviaria: fu aperta al servizio pubblico il 28 luglio 1909 e fu soppressa il 27 maggio 1967.

## Strutture e impianti

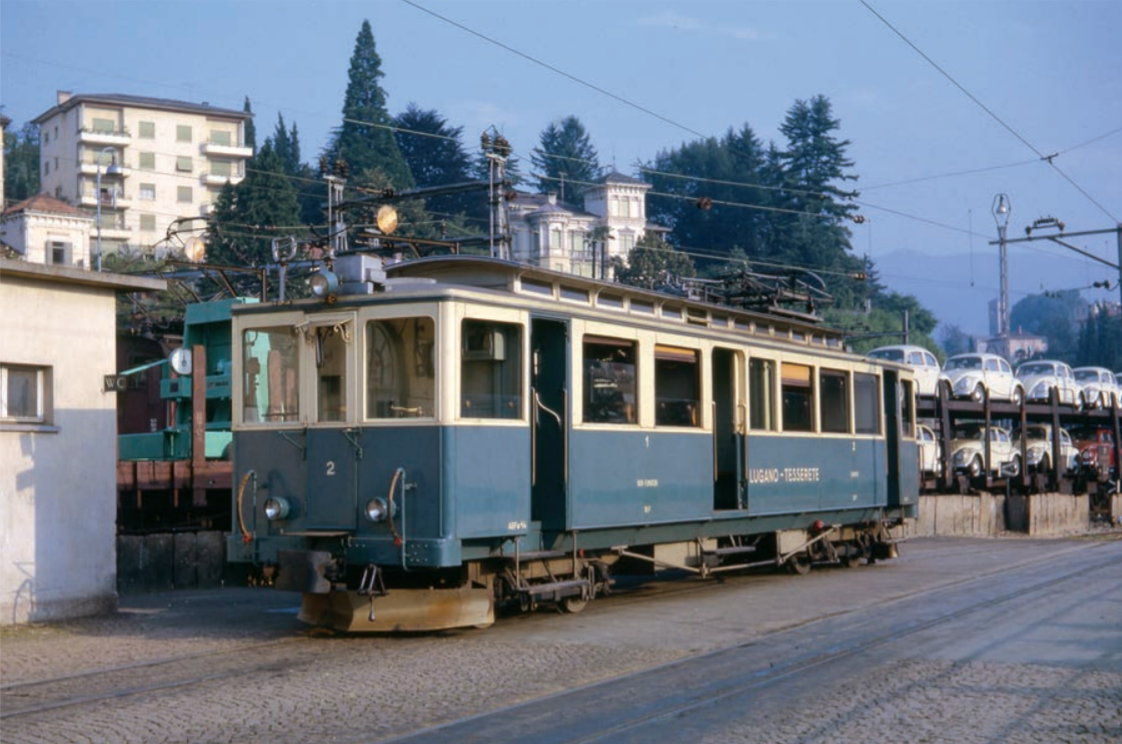
L'elettromotrice ABFe 4/4 della LT in sosta presso il binario di raccordo con la stazione della FLP.

Il fabbricato viaggiatori era una struttura a un solo livello e a pianta rettangolare. Una pensilina sovrastava il lato rivolto verso il binario.
Il piazzale era composto da due binari: un binario si dirigeva verso il piazzale antistante la stazione delle FFS per raccordarsi alla stazione capolinea della ferrovia Lugano-Ponte Tresa, anch'essa a scartamento ridotto.